# Spartacus et Cassandra
Pour plus de détails, voir Fiche technique et Distribution.
Spartacus et Cassandra est un documentaire français, réalisé par Ioanis Nuguet et sorti en 2015.

## Synopsis
Camille, artiste de cirque installée à Paris, s'occupe de Cassandra et de son frère Spartacus, deux adolescents  émigrés de Roumanie. Leur mère souffre d'un trouble psychique et leur père d'alcoolisme  : tous deux sont sans emploi et vivent dans la rue.
Dans ces conditions, le père souhaite emmener sa famille en Espagne, où il espère des jours meilleurs. Mais cette idée menace l'avenir des deux adolescents, scolarisés et plein d'ambition aux côtés de Camille.

## Fiche technique
- Titre : Spartacus et Cassandra
- Réalisation : Ioanis Nuguet
- Scénario : Samuel Luret, Ioanis Nuguet
- Photographie : Ioanis Nuguet
- Montage : Anne Lorrière, Ioanis Nuguet
- Son : Marie-Clotilde Chéry, Maissoun Zeineddine
- Montage son : Marc Nouyrigat
- Musique : Aurélie Ménétrieux
- Production : Morgane Production, CNC (participation)
- Distributeur : Nour Films
- Genre : documentaire, docufiction
- Format : couleur
- Durée : 81 minutes (1h21)
- Date de sortie : 11 février 2015 en France.

## Distinctions

### Nominations
En 2015
Festival Premiers Plans d'Angers, catégorie « Longs métrages français » (pour Spartacus et Cassandra)

## Autour du film
- Spartacus et Cassandra fait partie de la sélection ACID du Festival de Cannes 2014[2].
- Ce documentaire inclut des éléments de fiction.